# Desa Rancasari (administrativ by i Indonesien, lat -6,52, long 108,24)
Desa Rancasari är en administrativ by i Indonesien.   Den ligger i provinsen Jawa Barat, i den västra delen av landet, 160 km öster om huvudstaden Jakarta.